# Julija Kapusta
Julija Kapusta (ukrainisch Юлія Капуста, engl. Transkription Yuliya Kapusta; * 6. September 1987) ist eine ukrainische Biathletin.
Julija Kapusta gab ihr internationales Debüt 2006 im Rahmen von Junioren-Rennen des Biathlon-Europacups in Ridnaun. Noch im selben Jahr lief sie im Rahmen der Sommerbiathlon-Weltmeisterschaften 2006 in Ufa ihre erste internationale Juniorenmeisterschaft. Bei den Wettbewerben in der Teildisziplin Crosslauf wurde sie Neunte im Sprint und Zehnte im Massenstart. Ein Jahr später nahm sie in Otepää erneut bei diesen Wettkämpfen teil und belegte im Sprint den fünften Platz und wurde im Massenstartrennen 13.
Ihr erstes Großereignis bei den Frauen wurden die Sommerbiathlon-Europameisterschaften 2009 in Nové Město na Moravě, bei denen Kapusta zunächst 16. im Sprint und 21. der Verfolgung wurde. Mit Natalija Nedaschkiwska, Wassyl Palyha und Witalij Derdijtschuk wurde sie zudem als Startläuferin der Mixed-Staffel Sechste.